# Férfidivat a 16. században
A férfidivat a 16. században, főleg annak második felében, divattörténeti szempontból az egyik leggazdagabb, legpompásabb korszaknak számít. Minél gazdagabb volt egy személy, annál nagyobb, több drágakővel volt díszítve a ruhája.

## A 16. századi nemzetközi divat kialakulása
A spanyol viselet a század utolsó évtizedéig egész Európát uralta. Az alaptípusokon azonban az egyes nemzetek különféleképpen változtattak.
A 16. sz. húszas éveitől a spanyol világuralmi törekvések, majd a meghódított területek fölötti uralom megtartása kialakította a spanyol nemes zárkózott, merev, hozzáférhetetlen magatartását, melyet az udvari etikett szigorú szabályai is meghatároztak. Ennek megfelelően átalakult a viselet is, melyet rákényszerítettek a meghódított területek lakosságára, s amely a 16. sz. második felében egész Európa viseletét átalakította. Az Amerikából özönlő arany káprázatos luxust hozott, az arannyal túldíszített divat megmerevedett. II.Fülöp udvarában aszkézisbe fordult az életöröm, a szigorú etikett, előírások mellett szinte vallási téboly uralkodott. A fanatikus katolicizmus és az inkvizíció minden területen érvényesítette befolyását. Az ellenreformáció szigorú világnézetét fejezte ki, a színeket, formákat, részleteket a legaprólékosabban előírta.
A francia divat szinte karikatúrája lett a spanyol öltözéknek, mert elsősorban formai túlzásait növelte tovább. Mind a nők, mind a férfiak ruháin mérhetetlen mennyiségű tömést alkalmaztak, főleg az ujjakon, a derékon. A spanyol divattól eltérően a női ruhák kivágását csak áttetsző anyaggal fedték be. A szoknyák még szélesebbe lettek, és gazdagon redőzöttek. A sziluett harang, vagy hordó alakját csípőre erősített körpárnák biztosították. A francia nők nemigen tűrték a malomkerék gallér kényelmetlenségét, így a gallér drótvázra kifeszített, legyező formájú magas gallér lett, csipkeszéllel. Ez sokszor fél fej magasságig is felért, és STUART-GALLÉR-nak nevezték, noha Stuart Mária sohasem viselte. Angliában ebben az időben Erzsébet királynő uralkodott, aki korlátlan fényűzéssel öltözködött, de tiltó rendelkezést adott ki ruhái utánzására.

## Korabeli nemzetközi férfi viselet
Ing- magas, kis fodros gallérban végződő nyak, a fodor kézelőn megismétlődik. Később hatalmas keményített vászongallérrá terebélyesedik. (MALOMKERÉK GALLÉR), melyet már külön helyeznek a nyak köré. 
Zeke – teljesen zárt, váll és mellrészét vattázták. Elől a derék megnyújtására ék alakban kipárnázták – ez a spanyol divat egyik legvisszataszítóbb kinövése a "libahas".
Nadrág – rövid, térd alá, majd combközépig érő PUFFANCSNADRÁG. Az alsó nadrágot kócpárnákkal kitömték, a szalagokból álló fölső összefogja a bőségét. Ez a kitömés a csípőt mértéktelenül kiszélesíti.
Kötött harisnyát viseltek.Köpeny- súlyos anyagból készült, derékig vagy csípőig ért.Hajviselet-a malomkerék gallér miatt rövid haj, kecskeszakáll, merev selyem vagy bársonykalap.A legelegánsabb viselet a fekete bársony.
A XVI–XVII. században bár megjelennek a divat bizonyos formái hazánkban, de mégis ez az időszak az, amikor kezd kialakulni az egyéni, sajátos magyar viselet. Ezen viseletek, hosszú időre határozták meg a magyar öltözeteket és trendeket.

## Korabeli magyar divat a férfiaknál
A magyar viselet változásai híven visszatükrözik a magyar sors fordulatait. A régi keleties ruhaformák Zsigmond idejében már-már leszorultak a nép alsóbb rétegeibe. Azonban a török egyre erősbülő nyomása a védekezésre kényszerült nemzetnek ép ezeket a rétegeit tolta az arcvonal első sorába s a keleties ruházat a Hunyadiak korában egyszerre feltűnik a déli határt védő harcosokon. Viseletük abban a mértékben terjedt s népszerűsödött, amint egyre jobban átment a köztudatba, hogy a magyarság sorsa katonáinak hősiességén fordul meg. Mire a nagy, a végső küzdelem ideje elérkezett, az ország férfilakosságának java felöltötte az ősi elemekből kialakult nemzeti viseletet, amely tulajdonkép a nemzeti katonasággá vált huszárság ruházata. Ez az új s alapelemeiben mégis régi viselet innen kezdve három századon át összeforrt a magyar ember alakjával és megkülönböztette őt minden más nemzet fiaitól.
A XVI. – XVII. században, testhez álló dolmányt viseltek, melynek hosszú ujját a " kutyafület " jó időben visszahajtották, télen pedig lehajtva viselték, így védve a kézfejet a hidegtől. A dolmány másik változata a csonka ujjú volt, mely alól kilátszott a csuklórésznél hímzéssel díszített ing. Az ünnepi ingeket arany – ezüstfonállal hímeztek, ezek alatt gyakran viseltek egy köldökig érő inget is, mely bőrüket védte a hímzéstől. A nadrág a lábvonalát követte s általában színes anyagból készítették. A dolmányra anyagában mintás, hímzéssel, zsinórozással díszített felsőruhát vettek, ezt sodrott, arannyal ékített övekkel kötötték el derékrésznél, ezen viselve kardjukat. Hideg időkben, prémgalléros köpenyt viseltek és különböző formában készített arany – ezüst kapcsokkal fogták össze. Ezen felsőruhák hossza változó volt, de általában a térd vonaláig ért. Lábbeli a csizma volt, melynek színei a sárga, piros és a fekete volt. Fejükön a nyugati kalapok helyett, keleties süveget viseltek, melynek karimáját gyakran bevágták és ellenzőként használták.
Bár a 20-21. század ruházkodási szokásaiban nagy változások álltak be a korábbi korszakokhoz képest, ma is nagy jelentősége van annak, hogy mit veszünk fel reggel, hiszen a ruházattal jelezni tudunk a külvilág felé. Ennek a 16-17. században még fontosabb szerepe volt, hiszen ránézve a ruhára meg tudták állapítani az illető nemét, társadalmi helyzetét, a családi állapotát, életkorát, etnikai és felekezeti hovatartozását, esetleg a lakhelyét, vagy a régiót, ahonnan érkezett. Emellett természetesen, ahogy mi is figyelünk, hogy az alkalomhoz illően jelenjünk meg, a kora újkor embere is többféle ruhadarabbal rendelkezett a különféle eseményeknek megfelelően. Ezáltal a ruházat a reprezentáció egyik legfontosabb eszköze, hiszen a rangnak, vagy egy másik társadalmi, politikai csoporthoz való tartozásnak kifejezőeszköze lehet.
Megkülönböztették, hogy mely anyagokat, díszítési módokat, melyik társadalmi csoport viselheti, amit általában az anyagi helyzet határozott meg. A XVI. századi magyar ruha főbb darabjai a nadrág, a dolmány és a mente. A nadrág mindenkor szűk, testhez szabott, rajta kezdetben semmiféle dísz nincs. Rendszerint oly kis rész látszik ki belőle a bőrkapca, vagy a csizma szárától a hosszú dolmány széléig, hogy a díszítésnek semmiféle tere sem nyílott. A dolmány derékig testhezálló, lefelé bővülő, legrégibb alakjában csaknem bokáig érő, szűk ujjú köntös, elől sűrű gombsorral. Fő jellegzetességét a keleti kaftánéval azonos szabása adja meg. Kezdetleges alakjában az egész egy darab kelméből készül; varrás csak az ujjak alján van, ahonnan a dolmány két oldalán folytatódik. A dolmányszabásról világos képet egy kis, szerencsés véletlenből megmaradt, kézzel festett szabásmintakönyvben és egy másiknak töredékében találunk. Mindkettő tulajdonképpen a kisszebeni (?) szabó-céh részére készült mesterremek, vagy felszabaduló inas vizsgai rajzfüzete volt a XVII. század közepéről.
A dolmány fölött viselt felöltőt a XVI. század közepe óta általában mentének hívták. Alakja kezdetben a dolmánynál hosszabb, annak alsó széléig érő, hosszú, hasított ujjú, nem testhez álló köpönyeg volt, bő, felálló, vagy széles, a háton lógó sarkos gallérral. A XVI. század közepe táján ezenkívül a hosszú dolmány fölött az előbbivel azonos szabású, egész rövid mentét is viseltek. Írott adataink ezenfelül említik a palástot, a ködmönt, a subát, a kámzsát, a köntöst és a hacukát is.
t magyarnak, mint horvátnak. Ennek megfelelően megjelent öltözködésében mind a két kultúrának sajátossága, valamint katonai mivoltát is hangsúlyozta öltözködésével.